# DDR-Leichtathletik-Hallenmeisterschaften 1974
Die DDR-Leichtathletik-Hallenmeisterschaften wurden 1974 zum 11. Mal ausgetragen und fanden vom 23. bis 24. Februar zum zehnten Mal in der Dynamo-Sporthalle im Sportforum von Ost-Berlin statt, bei denen in 23 Disziplinen (13 Männer/10 Frauen) die Meister ermittelt wurden. Die Meisterschaften waren mit ausschlaggebend für die Nominierung zu den Halleneuropameisterschaften 1974 in Göteborg. Erstmals wurde bei den Männern in diesem Jahr der Meister im Fünfkampf ermittelt.
Bei den Männern gelang es drei Athleten in vier Disziplinen (Kokot (50 m und 100 Yards), Scheibe (400 m) und Beilschmidt (Hoch)) ihren Titel aus dem Vorjahr zu verteidigen, was bei den Frauen zwei Athletinnen (Ehrhardt (50 m Hürden) und Schmalfeld (Weit)) gelang. Für Annelie Ehrhardt war es der vierte Titel in Folge.
Für den sportlichen Höhepunkt sorgte Renate Stecher, die über 100 Yards eine neue Hallenweltbestleistung aufstellte. Neue DDR-Hallenbestleistungen stellten Karin Krebs im 1500-Meter-Lauf, Angela Schmalfeld im Weitsprung und Marianne Adam im Kugelstoßen auf.
Zu zwei Meisterehren kamen in diesem Jahr Renate Stecher und Manfred Kokot. Mit insgesamt 4 Gold-, 2 Silber- und 2 Bronzemedaillen stellte der SC DHfK Leipzig die erfolgreichste Mannschaft bei den Meisterschaften.

## Männer
| Disziplin | Gold                                                                      | Gold        | Silber                                  | Silber      | Bronze                                 | Bronze      |
| 0050 m | Manfred Kokot SC DHfK Leipzig                                             | 5,83 s      | Hans-Jürgen Bombach SC Dynamo Berlin    | 5,88 s      | Eberhard Weise SC Cottbus              | 5,89 s      |
| 100 yds (91,44 m) | Manfred Kokot SC DHfK Leipzig                                             | 9,56 s      | Hans-Jürgen Bombach SC Dynamo Berlin    | 9,64 s      | Eberhard Weise SC Cottbus              | 9,65 s      |
| 0400 m | Andreas Scheibe SC Karl-Marx-Stadt                                        | 47,51 s     | Gunter Arnold ASK Vorwärts Potsdam      | 47,63 s     | Eberhard Kibelka SC Cottbus            | 48,15 s     |
| 0800 m | Erich Müller SC Chemie Halle                                              | 1:51,45 min | Michael Noack SC Dynamo Berlin          | 1:51,84 min | Volker Seifert SC DHfK Leipzig         | 1:52,37 min |
| 1500 m | Klaus-Peter Weippert SC Empor Rostock                                     | 3:47,03 min | Thomas Gööck SC Turbine Erfurt          | 3:49,45 min | Klaus Eberlein SC Dynamo Berlin        | 3:52,00 min |
| 3000 m | Wilfried Scholz SC Einheit Dresden                                        | 7:48,8 min  | Karl Heinz Leiteritz SC Einheit Dresden | 7:54,6 min  | Joachim Lautzschmann SC Chemie Halle   | 7:59,8 min  |
| 4 × 2 Runden (143 m) | SC DHfK Leipzig                                                           | 2:15,5 min  | SC Turbine Erfurt                       | 2:16,2 min  | SC Empor Rostock                       | 2:16,8 min  |
| 50 m Hürden | Thomas Munkelt SC DHfK Leipzig                                            | 6,53 s      | Frank Siebeck SC DHfK Leipzig           | 6,73 s      | Klaus Schönberger SC DHfK Leipzig      | 6,80 s      |
| Hochsprung | Rolf Beilschmidt SC Motor Jena                                            | 2,17 m      | Edgar Kirst SC Dynamo Berlin            | 2,14 m      | Detlef Kazmierski ASK Vorwärts Potsdam | 2,11 m      |
| Stabhochsprung | Wolfgang Reinhardt SC Chemie Halle                                        | 5,00 m      | Axel Berger SC DHfK Leipzig             | 5,00 m      | Jörg Böttcher SC Dynamo Berlin         | 4,90 m      |
| Weitsprung | Frank Wartenberg SC Chemie Halle                                          | 8,01 m      | Max Klauß SC Einheit Dresden            | 7,94 m      | Wolfram Lauterbach SC Turbine Erfurt   | 7,72 m      |
| Dreisprung | Jörg Drehmel ASK Vorwärts Potsdam                                         | 16,43 m     | Lothar Gora ASK Vorwärts Potsdam        | 16,38 m     | Klaus Dieter Mirow SC Empor Rostock    | 15,94 m     |
| Kugelstoßen | Heinz-Joachim Rothenburg SC Dynamo Berlin                                 | 20,42 m     | Peter Hlawatschke SC Empor Rostock      | 19,58 m     | Hans-Peter Gies SC Dynamo Berlin       | 19,35 m     |
| Die Meister im 10-km-Gehen und im Fünfkampf wurden bereits am 16. bis 17. Februar 1974 in der Senftenberger Sporthalle Aktivist ermittelt. |                                                                           |             |                                         |             |                                        |             |
| 10 km Gehen | Siegfried Zschiegner SC Chemie Halle                                      | 42:16,8 min | Peter Frenkel ASK Vorwärts Potsdam      | 42:50,8 min | Lutz Lipowski SC Chemie Halle          | 43:03,6 min |
| Fünfkampf | Rüdiger Demmig SC Motor Jena                                              | 4123 Punkte | Bernhard Germeshausen SC Turbine Erfurt | 4103 Punkte | Rainer Pottel TSC Berlin               | 4096 Punkte |
| Fünfkampf | Disziplinen: 100 m Hürden – Weitsprung – Kugelstoßen – Hochsprung – 400 m |             |                                         |             |                                        |             |

## Frauen
| Disziplin | Gold                                                                      | Gold        | Silber                             | Silber      | Bronze                              | Bronze      |
| 0050 m | Renate Stecher SC Motor Jena                                              | 6,25 s      | Renate Hoser SC Chemie Halle       | 6,32 s      | Ellen Strophal ASK Vorwärts Potsdam | 6,33 s      |
| 100 yds (91,44 m) | Renate Stecher SC Motor Jena                                              | 10,48 s     | Doris Maletzki SC Dynamo Berlin    | 10,58 s     | Ellen Strophal ASK Vorwärts Potsdam | 10,59 s     |
| 0400 m | Brigitte Rohde SC Neubrandenburg                                          | 53,33 s     | Waltraud Dietsch SC Magdeburg      | 53,36 s     | Angelika Handt SC Einheit Dresden   | 53,55 s     |
| 0800 m | Gunhild Hoffmeister SC Cottbus                                            | 2:05,89 min | Anita Barkusky SC Neubrandenburg   | 2:06,42 min | Liane Cerveny SC Chemie Halle       | 2:06,44 min |
| 1500 m | Karin Krebs SC Dynamo Berlin                                              | 4:17,53 min | Doris Gluth SC Empor Rostock       | 4:17,75 min | Christiane Stoll SC Neubrandenburg  | 4:17,88 min |
| 4 × 2 Runden (143 m) | SC Empor Rostock                                                          | 2:29,2 min  | BSG Medizin Schwerin               | 2:35,2 min  | nur zwei Staffeln am Start          | –           |
| 50 m Hürden | Annelie Ehrhardt SC Magdeburg                                             | 6,76 s      | Annerose Fiedler SC Turbine Erfurt | 6,96 s      | Gudrun Berend SC Chemie Halle       | 7,10 s      |
| Hochsprung | Rita Kirst ASK Vorwärts Potsdam                                           | 1,87 m      | Rosemarie Witschas SC Cottbus      | 1,84 m      | Gabriele Krause SC Einheit Dresden  | 1,81 m      |
| Weitsprung | Angela Schmalfeld SC Magdeburg                                            | 6,60 m      | Siegrun Thon SC Turbine Erfurt     | 6,46 m      | Johanna Schaller SC Turbine Erfurt  | 6,31 m      |
| Kugelstoßen | Marianne Adam SC Dynamo Berlin                                            | 19,55 m     | Gabriele Engwicht SC Cottbus       | 18,19 m     | Brunhilde Loewe SC Turbine Erfurt   | 17,67 m     |
| Die Meisterin im Fünfkampf wurde bereits am 16. bis 17. Februar 1974 in der Senftenberger Sporthalle Aktivist ermittelt. |                                                                           |             |                                    |             |                                     |             |
| Fünfkampf | Siegrun Thon SC Turbine Erfurt                                            | 4469 Punkte | Bärbel Müller SC Empor Rostock     | 4316 Punkte | Johanna Schaller SC Turbine Erfurt  | 4205 Punkte |
| Fünfkampf | Disziplinen: 100 m Hürden – Kugelstoßen – Hochsprung – Weitsprung – 200 m |             |                                    |             |                                     |             |

## Medaillenspiegel
Der Medaillenspiegel umfasst die Medaillengewinner und -gewinnerinnen aller Wettbewerbe.
| Platz | Verein                                       | Verein               | Gold | Silber | Bronze | Gesamt |
| 01    |                                              | SC DHfK Leipzig      | 4    | 2      | 2      | 8      |
| 02    | Logo vom SC Chemie Halle                     | SC Chemie Halle      | 4    | 1      | 4      | 9      |
| 03    | Logo vom SC Motor Jena                       | SC Motor Jena        | 4    | –      | –      | 4      |
| 04    | Logo vom SC Dynamo Berlin                    | SC Dynamo Berlin     | 3    | 5      | 3      | 110    |
| 05    | Logo vom ASK Vorwärts Potsdam                | ASK Vorwärts Potsdam | 2    | 3      | 3      | 8      |
| 06    | Logo vom SC Empor Rostock                    | SC Empor Rostock     | 2    | 3      | 2      | 7      |
| 07    | Logo vom SC Magdeburg                        | SC Magdeburg         | 2    | 1      | –      | 3      |
| 08    | Logo vom SC Turbine Erfurt                   | SC Turbine Erfurt    | 1    | 5      | 4      | 100    |
| 09    | Logo vom SC Cottbus                          | SC Cottbus           | 1    | 2      | 3      | 6      |
| 10    | Logo vom SC Einheit Dresden                  | SC Einheit Dresden   | 1    | 2      | 2      | 5      |
| 11    | Logo vom SC Neubrandenburg                   | SC Neubrandenburg    | 1    | 1      | 1      | 3      |
| 12    | Logo vom SC Karl-Marx-Stadt                  | SC Karl-Marx-Stadt   | 1    | –      | –      | 1      |
| 13    | kein Logo der BSG Medizin Schwerin vorhanden | BSG Medizin Schwerin | –    | 1      | –      | 1      |
| 14    | Logo vom TSC Berlin                          | TSC Berlin           | –    | –      | 1      | 1      |
|       | Total                                        | Total                | 26   | 26     | 25     | 77     |